# تعریق شبانه
تعریق شبانه به تعریق زیادی که در خلال شب روی دهد گفته می‌شود. البته باید این موضوع را از عللی مانند گرمای محیط یا ضخامت ملحفه جدا کرد . به منظور افتراق تعریق شبانه که به علل پزشکی ایجاد می‌شود از دیگر علل، پزشکان تعریق شبانه را فقط به موارد گرم شدن‌های لحظه‌ای (hot flashes) که باعث خیس شدن لباس خواب و ملحفه‌ها می‌شود و ارتباطی با گرم بودن محیط ندارد می‌گویند. تعریق شبانه نسبتاً شایع است .

## علل تعریق شبانه
۱. یائسگی: در زمانی که خانم‌ها وارد سنین یائسگی می‌شوند این مشکل شایع است.
۲. تعریق بدون علت (idiopathic)
۳. عفونت‌های باکتریایی مانند سل، اندوکاردیت، آبسه‌ها و ایدز
۴. سرطانها مانند لنفوم
۵. داروها مانند داروهای ضد افسردگی، داروهای کاهنده تب مانند آسپرین و استامینوفن، هیدرالازین، نیتروگلیسیرین و داروهای کورتونی مانند پردنیزولون.
۶. کاهش قند خون (هیپوگلیسمی)
۷. اختلال هورمونی مانند فئوکروموسیتوما، سندرم کارسینوئید و پرکاری تیروئید
۸. علل نورولوژیک مانند اختلالات اعصاب خودمختار و سکته مغزی stroke
درمان بر اساس تشخیص افتراقی عامل ایجادکننده است .